# Agostino Barelli
Agostino Barelli (Bologne 1627-1697) était un architecte baroque italien du XVIIe siècle.

## Biographie
Invité à Munich par Henriette Adélaïde de Savoie, Agostino Barelli dressa les plans de l'église des Théatins, puis du château de Nymphenburg.
En 1677, il fut remplacé par Enrico Zuccalli et rentra à Bologne.

## Liens externes

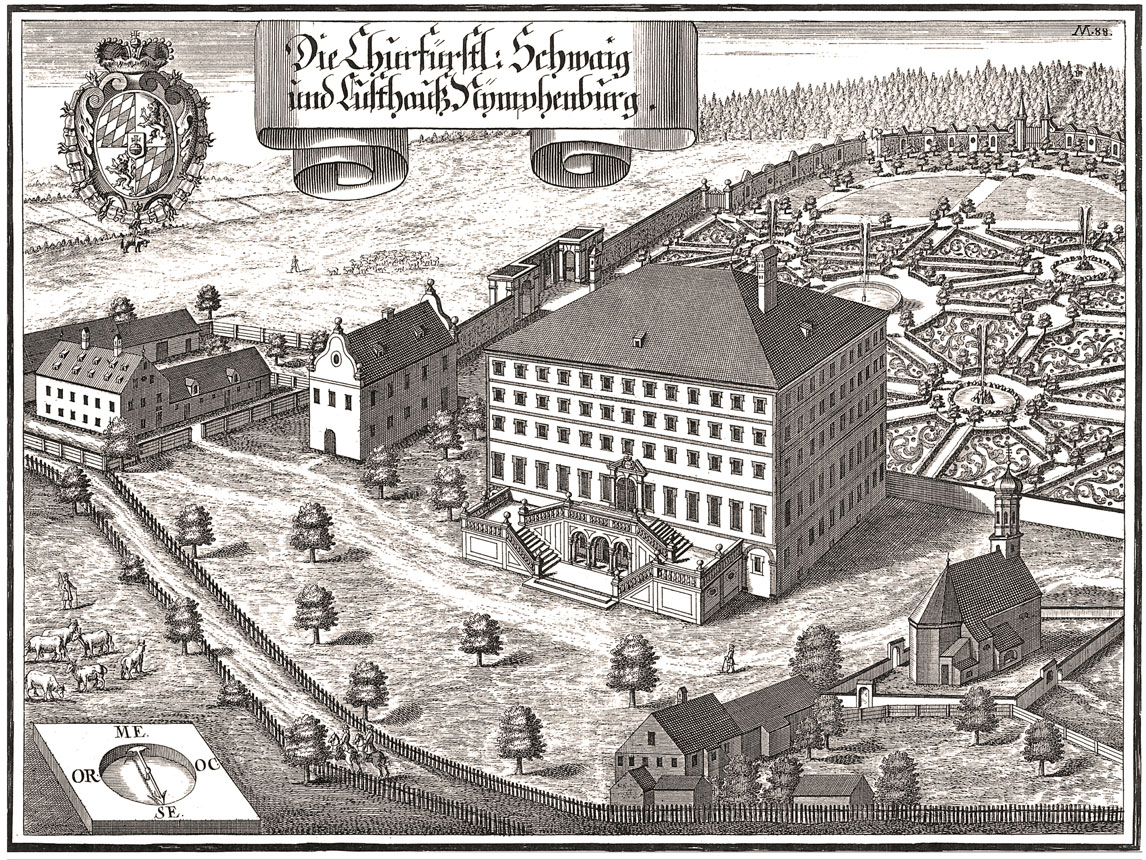
Le château de Nymphenburg en 1701